# D'Arcy Wentworth Thompson

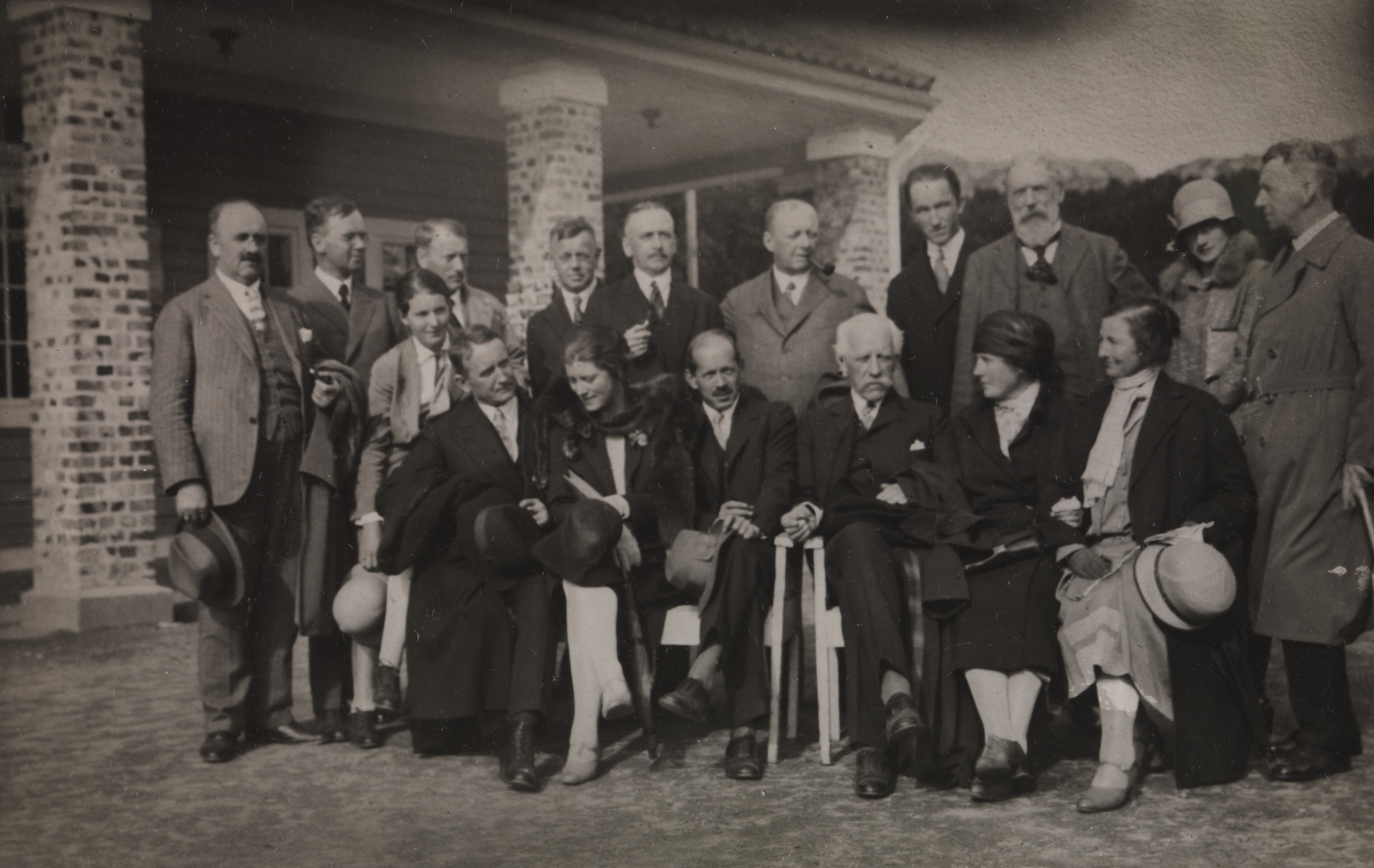
Thomson (staand: 3e van rechts) samen met andere wetenschappers bij de opening van het Geofysisch Instituut Bergen (1928)

D'Arcy Wentworth Thompson (Edinburgh, 2 mei 1860 - St Andrews, 21 juni 1948) was een Schots bioloog, wiskundige en geleerde op het gebied van de klassieken.
Thompson postuleerde de stelling dat de biologen van zijn tijd te veel nadruk legden op de rol van de evolutie, qua invloed op de vorm en structuur van organismes. Hij propageerde dat er meer aandacht moest komen voor de invloed van fysieke natuurwetten en mechanismen daarin, met structuralisme als alternatief voor survival of the fittest. In 1917 zette Thompson zijn ideeën daarover uiteen in het boek On Growth and Form.

## Loopbaan
Omdat Thompsons vader hoogleraar Grieks was, werd hem al jong het een en ander over de klassieken bijgebracht. Op latere leeftijd leerde hij daarbij om naast Engels, zowel Duits als Frans te spreken en schrijven.
Thompson begon in 1878 een studie geneeskunde aan de Universiteit van Edinburgh, om twee jaar later naar de Universiteit van Cambridge te verkassen. Daar haalde hij in 1883 zijn B.A. in natuurlijke historie.
Thompson werd in 1884 aangesteld als hoogleraar biologie aan het University College Dundee. In 1917 werd hij hoogleraar natuurlijke historie aan de Universiteit van St Andrews.

## Erkenning
Thompson werd in 1916 gekozen tot Fellow of the Royal Society, waarvan hij in 1946 de Darwin Medal ontving. Hij werd in 1937 geridderd en kreeg in 1938 de Linnean Medal van de Linnean Society of London.

## Privéleven
Thompsons trouwde in 1901 met Ada Maureen Drury, met wie hij drie dochters kreeg: Ruth, Molly en Barbara.
- Bibsys: 90068369
- Biblioteca Nacional de España: XX1136202
- Bibliothèque nationale de France: cb12349702k (data)
- Catàleg d'autoritats de noms i títols de Catalunya: 981058524245206706
- CiNii: DA00786777
- Gemeinsame Normdatei: 117625531
- International Standard Name Identifier: 0000 0001 1281 7649
- Library of Congress Control Number: n84126863
- Nationale Bibliotheek van Letland: 000126318
- Bibliotheek van het Japanse parlement: 00458646
- Nationale Bibliotheek van Tsjechië: xx0166680
- Nationale bibliotheek van Australië: 35653729
- Nationale Bibliotheek van Israël: 987007304702905171
- Nationale en Universitaire bibliotheek Zagreb: 000205410
- Nederlandse Thesaurus van Auteursnamen: 07118922X
- PIC: 336854
- Réseau des bibliothèques de Suisse occidentale: 02-A003898165
- Istituto Centrale per il Catalogo Unico: RAVV073642
- SNAC: w67d3025
- Système universitaire de documentation: 032473761
- Trove: 1028338
- Union List of Artist Names: 500326935
- Virtual International Authority File: 95300577
- WorldCat: E39PBJvMxJBg3c7cdbkC7rV3cP